# Deep Bay (krater)
Deep Bay (ang. głęboka zatoka) – zatoka na południowym zachodzie Jeziora Reniferowego w prowincji Saskatchewan w Kanadzie. Zatoka ma kształt koła o średnicy 13 km. Jest kraterem uderzeniowym powstałym 99 ± 4 mln lat temu (kreda). Zatoka osiąga głębokość 220 m.